# Afraid of Stairs
Afraid of Stairs är en svensk indiepopgrupp bildad 2003. Gruppen har två medlemmar, Pontus Wallgren och Max Sjöholm. De släpptes sin första singel Not Today/Empathy på Labrador 2003. Därefter bytte bandet till Lavender Recordings, där man gav ut den självbetitlade EP-skivan Afraid of Stairs 2006.

## Diskografi

### EP
- 2006 - Afraid of Stairs

### Singlar
- 2003 - Not Today/Empathy